# God of War (historieta)
God of War es una serie limitada de 6 cómics, publicada por la compañía Wildstorm, escrita por Marv Wolfman y dibujada por Andrea Sorrentino. La serie narra las aventuras de Kratos, el protagonista de la exitosa serie de videojuegos God of War.

## Sinopsis
La mayor parte de la historia es contada en flashbacks y se refiere a la búsqueda del dios de la guerra por el artefacto llamado Ambrosía que previamente le perteneció a Asclepio, el protagonista se envuelve en esta aventura debido a que quiere salvar a su hija moribunda Calíope, posteriormente trata de destruir el artefacto Ambrosía, ya que tiene el poder de resucitar al anterior dios de la guerra (Ares). La serie recibió críticas mixtas: la escritura Wolfman y el arte de Park fueron bien recibidos, aunque las ilustraciones interiores de Sorrentino fueron criticadas por ser monótonos.

## Publicación
La serie de cómics se anunciaron el la Comic-Con del 2009, y fueron programados para ser lanzados en octubre del mismo año, pero su lanzamiento fue retrasado para que coincidiera con God of War III. Scott A. Steinberg, vicepresidente de SCEA, dijo: «estamos encantados de trabajar con mayor editor de cómics del mundo para traer una de nuestras franquicias más queridas de PlayStation ... para los admiradores del cómic.» En una entrevista de IGN, los escritores aclararon varios datos sobre la historieta, «poner en su nombre de inmediato y siguió empujando» para ser elegido como el escritor porque God of War es uno de sus videojuegos favoritos. Wolfman dijo que él ya había jugado los dos primeros juegos, por lo que no hubo investigación por hacer y es porque me encantó el juego y quería hacer el cómic." Wolfman recibido copias de los guiones de todos los partidos para asegurar que su trabajo era tan preciso como sea posible. Wolfman dijo también que trabajó muy de cerca con Sony Santa Monica, el desarrollador de la video juegos y empató narrativa de los cómics "directamente a la historia que crearon para los juegos. Dijo que Santa Mónica aseguró la mitología era coherente al tiempo que revela nuevos datos sobre el pasado de Kratos.
En una entrevista con Comic Book Resources, se sugirió el uso de dos períodos de tiempo, con eventos pasados que afectan al presente narrativo. Wolfman introdujo a nuevos personajes, incluyendo a la esposa de Kratos que solo había aparecido como cameo en algunos juegos. Dijo el guion final fue una combinación de sus ideas y las de algunos conocidos. La artista de la serie Andrea Sorrentino «dijo: ... estaba claro desde el principio que para este proyecto y Sony DC Comics quería algo un poco diferente de un "clásico" cómic. Así que me llevé a mi estilo habitual y se añade a algo nuevo, al igual que los nuevos colores de la paleta de los videojuegos.» Afirmó que los juegos tienen imágenes fuertes, épicos, y que «fácilmente adaptado su estilo a la escritura Wolfman como él hizo un trabajo realmente bueno con escenas dramáticas y épica». Sorrentino utiliza el color para dar importancia a cada escena, añadiendo colores cálidos (rojo, naranja o marrón) en las escenas de acción y los fríos (verde o azul) en los demás para que los lectores inmediatamente podría tener una reacción emocional. 
La serie fue publicada en un horario bi-mensual entre marzo de 2010 y enero de 2011. En marzo de 2011 se publicó una edición especial con todos los números.